# Redford (Texas)
Redford és una concentració de població designada pel cens dels Estats Units a l'estat de Texas. Segons el cens del 2000 tenia 132 habitants.

## Demografia
Segons el cens del 2000, Redford tenia 132 habitants, 48 habitatges, i 36 famílies. La densitat de població era d'1,1 habitants/km².
Dels 48 habitatges en un 39,6% hi vivien nens de menys de 18 anys, en un 60,4% hi vivien parelles casades, en un 14,6% dones solteres, i en un 25% no eren unitats familiars. En el 18,8% dels habitatges hi vivien persones soles el 16,7% de les quals corresponia a persones de 65 anys o més que vivien soles. El nombre mitjà de persones vivint en cada habitatge era de 2,75 i el nombre mitjà de persones que vivien en cada família era de 3,25.
Per edats la població es repartia de la següent manera: un 31,8% tenia menys de 18 anys, un 6,1% entre 18 i 24, un 15,9% entre 25 i 44, un 22% de 45 a 60 i un 24,2% 65 anys o més.
L'edat mediana era de 42 anys. Per cada 100 dones de 18 o més anys hi havia 83,7 homes.
La renda mediana per habitatge era de 15.417 $ i la renda mediana per família de 15.903 $. Els homes tenien una renda mediana de 16.250 $ mentre que les dones 7.031 $. La renda per capita de la població era de 3.577 $. Aproximadament el 65,7% de les famílies i el 83,8% de la població estaven per davall del llindar de pobresa.

## Poblacions més properes
El següent diagrama mostra les poblacions més properes.